# آنتونیو خوزه دی آلمیدا
آنتونیو خوزه دی آلمیدا (انگلیسی: António José de Almeida؛ ۲۷ ژوئیهٔ ۱۸۶۶ – ۳۱ اکتبر ۱۹۲۹) یک سیاست‌مدار اهل پرتغال بود.